# Nagasu
Nagasu (jap. 長洲町 Nagasu-machi) – miasto w Japonii, na wyspie Kiusiu, w prefekturze Kumamoto. Według danych na rok 2020 miejscowość zamieszkiwało 15 372 mieszkańców , a gęstość zaludnienia wyniosła 791,1 os./km².